# 大志田站
大志田站（日语：／ Ōshida eki */?）是位於岩手縣盛岡市淺岸，東日本旅客鐵道（JR東日本）山田線的鐵路車站（廢站）。
截至廢站前一刻，每日上下行只有3班列車停靠。在2012年（平成27年）度冬季起，此站與鄰站淺岸站逢冬季暫停營業。

## 歷史

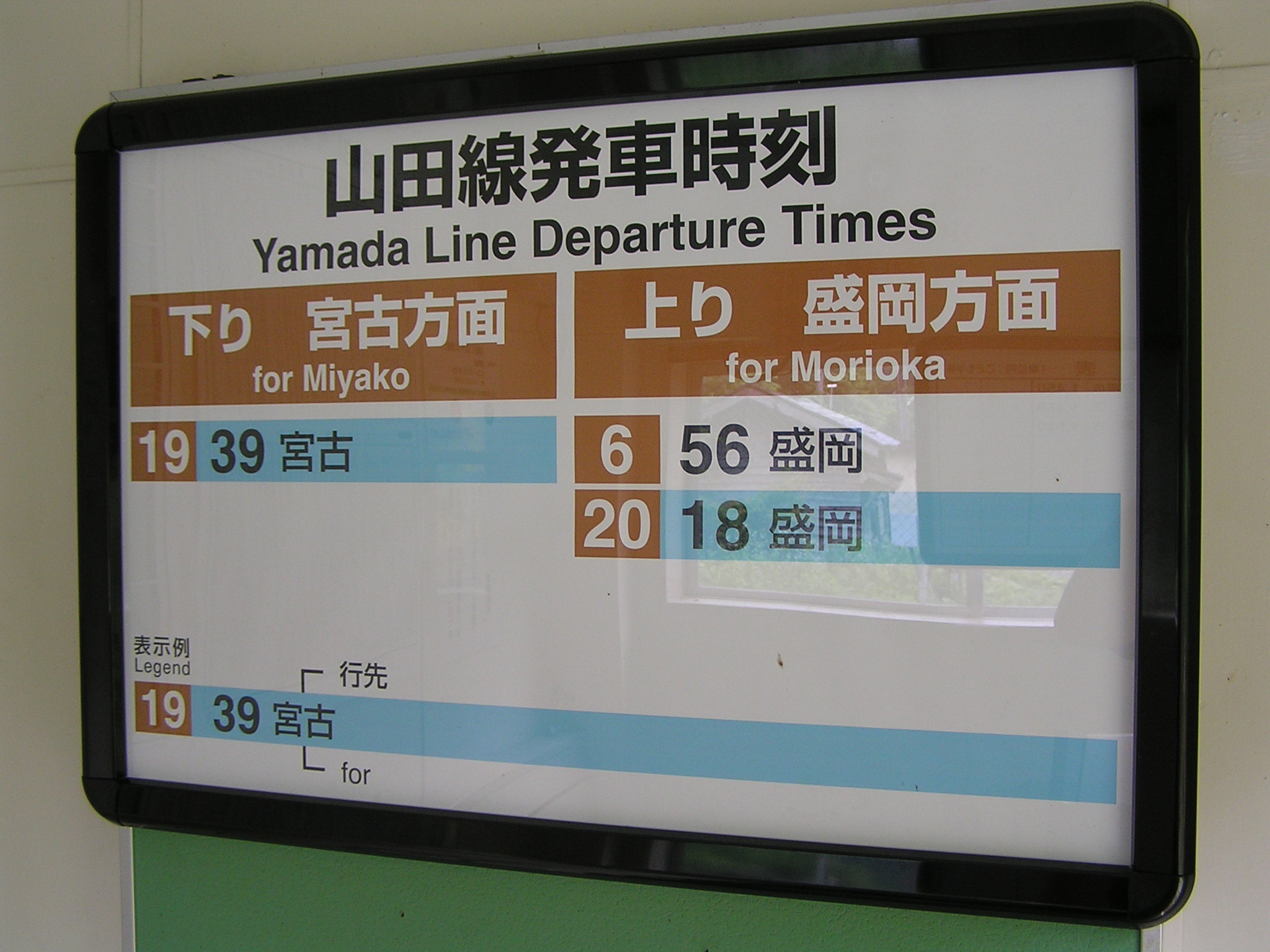
大志田站時間表（2005年12月10日時間表修正後）

- 1928年（昭和3年）9月25日：上米內至區界之間開通，此站啟用[1][2]。
- 1971年（昭和46年）1月1日 - 結束貨運業務[2]。
- 1982年（昭和57年）11月15日：當日實施時間表修正後，此站再沒有列車交會。同時折返式設備被廢除，月台遷移至本線上。同日結束行李起卸業務[6]。以及車站無人化[1][7]。
- 1987年（昭和62年）4月1日：因國鐵分割民營化，本站成為東日本旅客鐵道的車站[1][2]。
- 1992年（平成3年）3月16日：當日實施時間表修正後，上下行各一班普通列車開始通過此站，使停靠此站的列車每日只有3班[8]。
- 2013年（平成25年）：1月1日起逢冬季暫停營業（在2012年度的關閉時間直至2013年3月15日，在2013年度的暫停營業時期為2013年12月15日至2014年3月15日，在2014年度起的暫停營業時期為12月1日至翌年3月31日）。
- 2015年（平成27年）
  - 8月：JR東日本盛岡支社通知盛岡市，正在檢討把此站和淺岸站廢除。支社表示十多年來，此站1日平均乘車人次都是1人或以下。在2014年度，平均每日只有0.4人乘車。另外，由於車站周邊人煙稀少，沒有吸引乘客的設施，在可見的未來中沒有增加客量的可能性。加上曾經在車站附近目撃熊出沒，因此對乘客有一定的危險[9]。
  - 11月30日：翌日起開始進行冬季暫停營業期間，因此成為此站最後一天營業日。
  - 12月11日：JR東日本盛岡支社發表此站和淺岸站於下一次時間表修正日起廢站[10][3]。
- 2016年（平成28年）3月26日：車站廢除[3]。

## 車站構造
在廢站前，此站是地面車站和無人車站（由盛岡站管理），設有1面1線的單式月台。
曾經此站與鄰站淺岸站都是折返式車站。在該時代，此站設有2面2線的相對式月台。急行列車和貨運列車可直接通過此站。前往宮古方向的列車會從本線進入分支出來路軌（該路軌是死路），並停靠在該路軌旁的月台。前往盛岡的列車會從本線駛入靠山邊的引上線，然後後退進入車站月台。
現時站舍已拆毀變成空地。只有留下少量遺跡。

## 車站周辺
- 盛岡保線技術中心休憩室
- 盛岡第二信號通信區（現時：盛岡信號通信技術中心）通信機器室
- 縣有模範林大志田事業區事務所

截至2015年（平成27年）4月，從國道455號設有道路分支連接此站，該道路比較狹窄和沿米內川鋪設（市道「米內川林道」）。
曾經車站周邊有約二十間民房。另外附近會出產木材，貨物列車會停靠此站起起卸貨物。在全國秘境站檔案中，有當地居民證實，曾經此站會約50位師生前往盛岡方向上學。
但是隨著林業衰退，加上附近居民減少，以及道路網發達及機動化，此站客量大幅減少。
由於此站較少列車停靠，因此此站與淺岸站會被部分鐵路迷稱為「秘境車站」。
盛岡市在大志田站至淺岸站之間約13公里路段打造成一個近郊自然步道（大志田·中津川路線），在2015年（平成27年）5月15日起開放使用。該近郊自然步道（大志田·中津川路線）每1400米便有引導柱。需要注意的是整段路大部分位置都是不能接收電話信號，同時會途經熊的棲息地。
由於許多居民已經遷出，因此附近可看見許多廢屋。截至2015年，上述提及的20間民房中，只剩下2戶還居住在該處。

## 相鄰車站
資料截至車站廢除前。
東日本旅客鐵道（JR東日本）
■山田線
上米內－大志田－淺岸

## 注腳
1. 1 2 3 4 5  曾根悟（監修）. 朝日新聞出版分冊百科編集部 , 编. . 週刊朝日百科. 21号 釜石線・山田線・岩泉線・北上線・八戸線. 朝日新聞出版. 2009-12-06: 18–19 （日语）.
2. 1 2 3 4  石野哲（編）.  初版. JTB. 1998-10-01: 498. ISBN 978-4-533-02980-6 （日语）.
3. 1 2 3   (PDF). 東日本旅客鉄道株式会社盛岡支社. 2015-12-18  [2015-12-19]. （原始内容 (PDF)存档于2016-01-09） （日语）.
4. 1 2 3 4 5 6 7  . 朝日新聞 (朝日新聞社). 2015-05-01: 朝刊 岩手全県版 （日语）.
5. ↑   (PDF). 東日本旅客鉄道盛岡支社. 2014-11-14  [2022-07-03]. （原始内容 (PDF)存档于2016-03-06） （日语）.[]
6. ↑  . 官報. 1982-11-13 （日语）.
7. ↑  . 鐵道公報（日语：鉄道公報） (日本國有鐵道總裁室文書課). 1982-11-13: 8 （日语）.
8. ↑  時間表（JTB版、交通新聞社版等）1992年2月號和3月號，山田線頁面。
9. ↑  . 読売新聞. 2015-11-28  [2022-07-03]. （原始内容存档于2015-12-01） （日语）.
10. ↑   (PDF). 東日本旅客鉄道株式会社盛岡支社. 2015-12-11  [2015-12-11]. （原始内容存档 (PDF)于2020-10-03） （日语）.
11. 1 2  小學館《国鉄全線各駅停車・2 東北530駅》（1983年11月）p.144
12. 1 2   (PDF). 盛岡市.   [2022-11-08]. （原始内容存档 (PDF)于2022-11-08） （日语）.
13. ↑  . 読売新聞. 2015-11-28  [2022-07-03]. （原始内容存档于2015-11-29） （日语）.

## 相關項目
- 日本鐵路車站列表 O
- 秘境車站

## 外部連結
- 大志田駅（JR東日本），存于